# Skogskyrkogårdens kapell
Skogskyrkogårdens kapell är ett kyrkokapell på Badstugatan som omges av Skogskyrkogården, som i sin tur omges av naturreservatet Rävåsen i centrala Karlskoga.
Kapellbyggnaden ritades av Lars Bäckvall och stod färdig 1908. Byggnaden är dessutom kulturminnesmärkt av Riksantikvarieämbetet.[källa behövs]
Omedelbart söder om kapellet och kyrkogården ligger Rävåskyrkan.

## Galleri

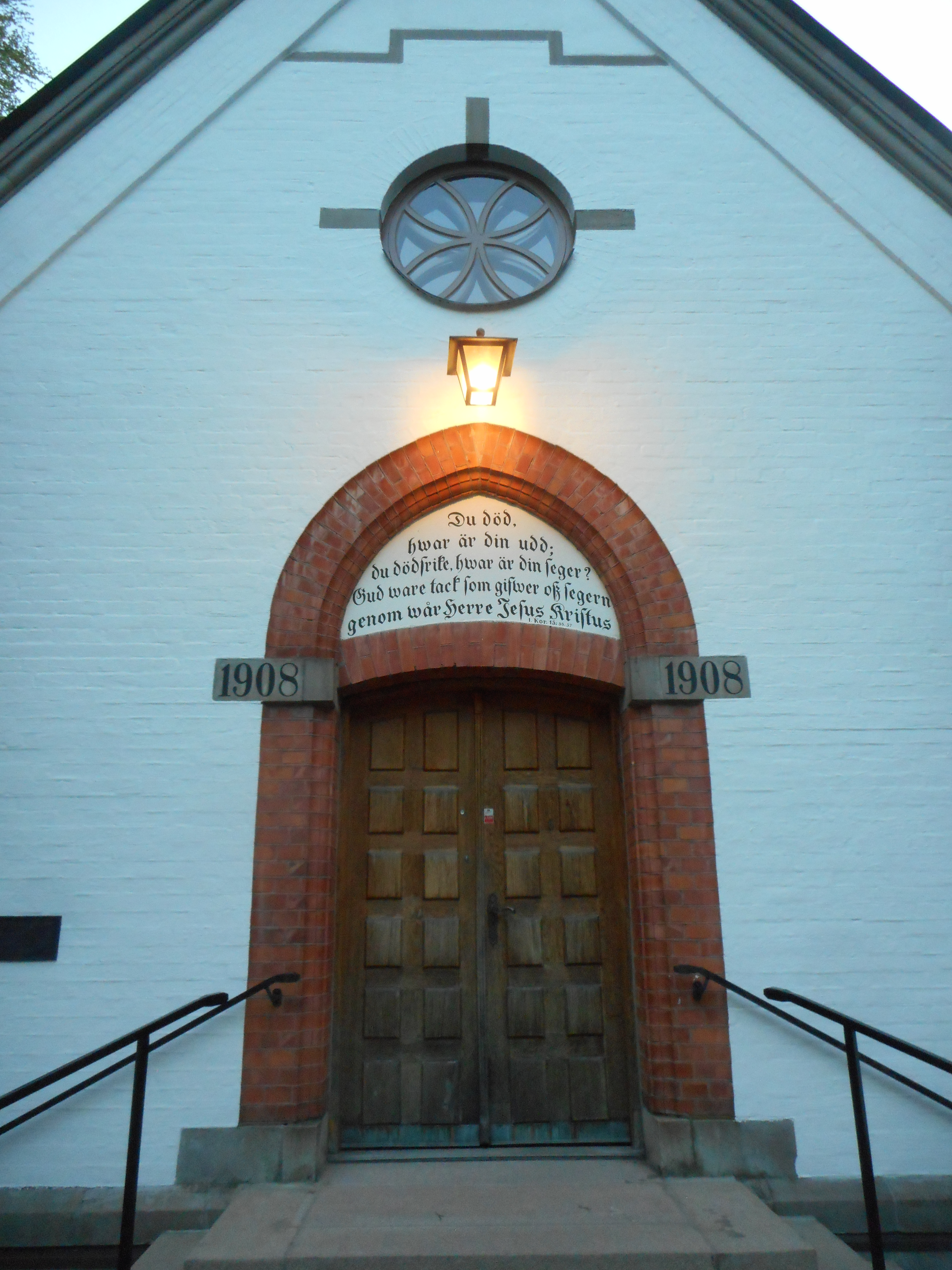
Kapellets entré med text ovantill.
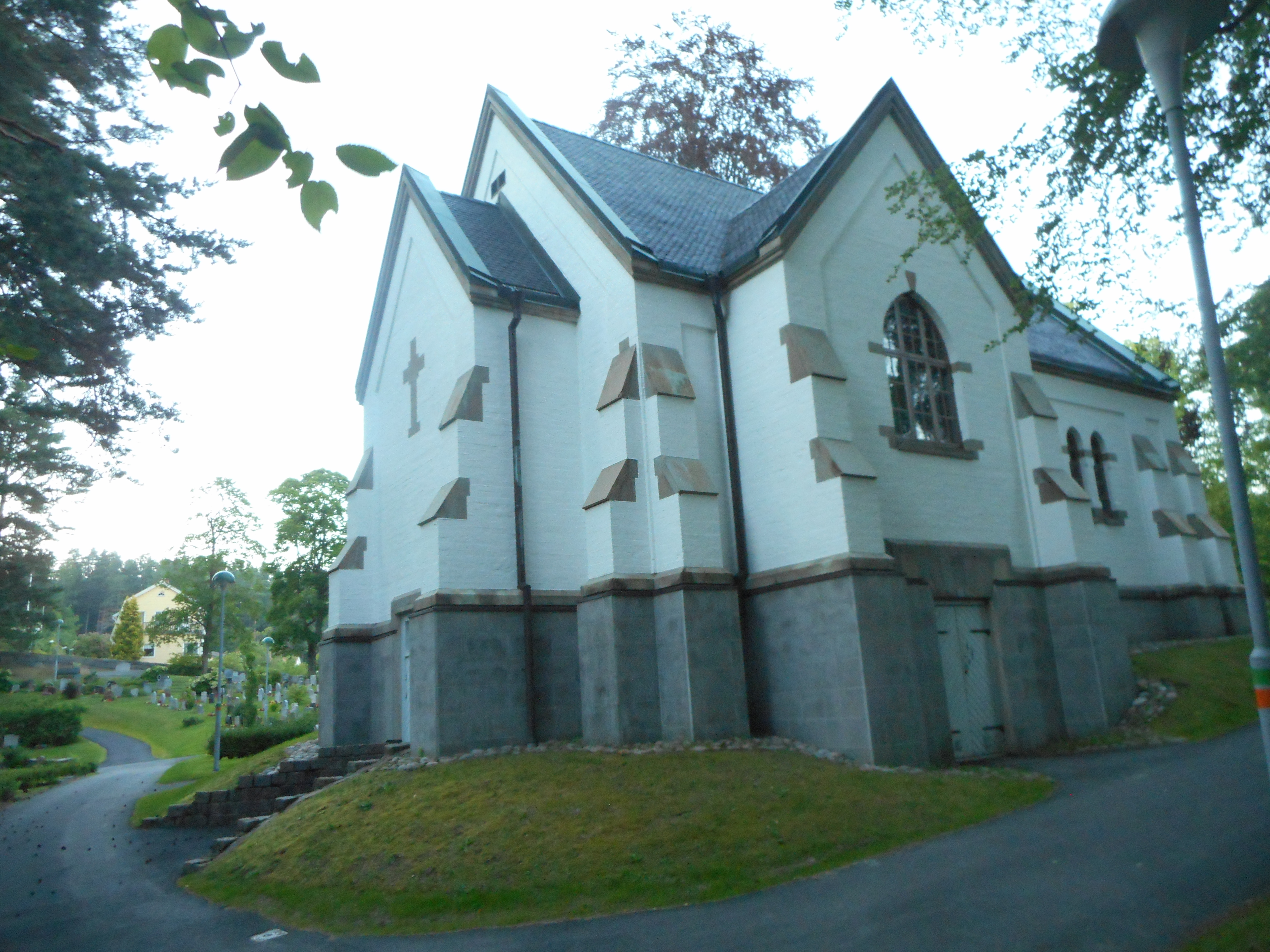
Kapellet bakifrån.